# Aardbeving Roemenië 1977
De aardbeving in Roemenië van 1977 vond plaats op 4 maart 1977 om 21.20 uur Roemeense tijd (20.20 uur Midden-Europese Tijd) en was te voelen op de hele Balkan. De aardbeving had een kracht van 7,4 op de schaal van Richter en had haar epicentrum in district Vrancea. De aardbeving gebeurde op een diepte van 94 km.
1570 mensen kwamen om en meer dan 11.000 mensen raakten gewond. Onder de dodelijke slachtoffers bevond zich de Roemeense acteur Toma Caragiu.
Ongeveer 35.000 gebouwen raakten beschadigd, waardoor de schade opliep tot 2 miljard dollar. De meeste verwoestingen werden aangericht in de hoofdstad Boekarest, waar 33 grote gebouwen instortten (de meeste waren voor de Tweede Wereldoorlog gebouwd en nog niet versterkt). Na de aardbeving besloot de Roemeense regering om standaardgebouwen te laten bouwen.
Ook werd Bulgarije door de aardbeving getroffen. In de stad Svisjtov werden drie flatgebouwen verwoest en verloren honderd mensen hun leven.